# Scream Forth Blasphemies
Scream Forth Blasphemies – wydawnictwo demo amerykańskiej grupy muzycznej Morbid Angel. Album ukazał się w 1986 roku.

## Lista utworów
Opracowano na podstawie materiału źródłowego.
| Nr | Tytuł utworu         | Długość |
| -- | -------------------- | ------- |
| 1. | „Chapel of Ghouls”   | 05:26   |
| 2. | „Unholy Blasphemies” | 03:13   |
| 3. | „Abominations”       | 03:48   |
| 4. | „Hellspawn”          | 02:34   |
|    |                      | 15:01   |